# Per Bartram
Per Bartram (Odense, Dinamarca; 8 de enero de 1944-Odense, 12 de mayo de 2025) fue un futbolista danés que jugó en la posición de delantero.

## Carrera

### Club
| Periodo   | Club                       |
| --------- | -------------------------- |
| 1963–1966 | Odense BK                  |
| 1966–1969 | Greenock Morton FC         |
| 1969–1970 | Crystal Palace FC          |
| 1970–1971 | Greenock Morton FC         |
| 1971–1977 | Odense BK                  |
| 1977–1978 | Bonnyrigg Rose Athletic FC |

### Selección nacional
Jugó para Dinamarca en un partido en 1975.

## Logros
- Superliga danesa (1): 1977
- Primera División de Escocia (1): 1966/67